# František Bareš
František Bareš (20. leden 1851, Mezihoří u Sedlčan – 8. červen 1924, Mladá Boleslav) byl český středoškolský pedagog, historik a muzejní pracovník.

## Život
Absolvoval reálné gymnázium v Táboře (1865–1872) a poté vystudoval zeměpis a dějepis na Filozofické fakultě Karlo-Ferdinandově univerzity v Praze. V letech 1876–1908 byl profesorem na mladoboleslavském gymnáziu, kde byly jeho žáky mj. Josef Pekař a Josef Vítězslav Šimák. Současně byl zakladatelem a správcem mladoboleslavského muzea od roku 1863. Založil „Krajinský muzejní spolek“ a měl podíl na otevření první městské muzejní expozice. Od roku 1886 byl správcem městského archivu a jednatelem Muzejního spolku v Mladé Boleslavi.

## Spisy (výběr)
- Dějiny mladoboleslavského školství, 1888[2]
- Učebnice zeměpisu pro průmyslové školy, 1888[2]
- Zvonaři a konváři mladoboleslavští, Praha : vlastní náklad, 1894
- Poslední ratolesti rodu Krajířovského. Mladá Boleslav: V. P. Nešněra, 1899. Dostupné online.
- Soupis památek historických a uměleckých v království Českém od pravěku do počátku XIX. století. Svazek 21. Politický okres Mladoboleslavský. Praha: Archaeologická kommisse při Č. ak. císaře Františka Josefa pro vědy, slovesnost a umění, 1905. Dostupné v archivu pořízeném dne 2014-11-27.
- K vycházkám po Boleslavsku, 1907[2]
- Historická a umělecká památná místa v Boleslavsku, Mladá Boleslav 1908
- Museum v památném sboru českobratrském, Mladá Boleslav 1912
- Listy úřední korespondence města Boleslava Mladého z let 1588, 1589, 1599, 1916[2]
- Bezděz. Průvodce po hradě a jeho okolí, Praha 1919
- Průvodce po Mladé Boleslavi a okolí, Mladá Boleslav 1920
- Paměti města Mladé Boleslavě. díl 1; Mladá Boleslav : vlastní náklad, 1921. Dostupné online.
- Paměti města Mladé Boleslavě. díl 2; Mladá Boleslav : Jos. L. Švíkal, 1922